# Эрскин, Честер
Честер Эрскин (англ. Chester Erskine; 20 ноября 1905 — 7 апреля 1986) — американский режиссёр, продюсер и сценарист, который работал в бродвейском театре в 1927—1966 годы и в голливудском кино в 1940—1950-е годы.
Эрскин поставил, в частности, такие фильмы, как «Полночь. Смертельный приговор» (1934), «Неудачник и я» (1947), «Сделай один ложный шаг» (1949), «Андрокл и лев» (1952) и «Девушка в каждом порту» (1952).
В 1949 году за сценарий фильма «Все мои сыновья» (1948) Эрскин был удостоен номинации на премию Гильдии писателей Америки. Он также принял участие в разработке сценариев таких успешных фильмов нуар, как «Ангельское лицо» (1953), «Доля секунды» (1953) и «Свидетель убийства» (1954).

## Биография
Честер Эрскин родился 29 ноября 1905 года в Хвдсоне, штат Нью-Йорк. В 20-летнем возрасте он приехал в Нью-Йорк, недолго поучившись в Американской академии драматических искусств, однако из-за нехватки денег ушёл оттуда, устроившись на работу на Бродвее.

### Театральная карьера
Как актёр Эрскин сыграл в бродвейских спектаклях «Куклы страсти» (1927) и «Что мы знаем?» (1927—1928), после чего выступил как постановщик спектакля «Гарлем» (1929) с полностью чёрным составом исполнителей, который принёс ему первый заметный успех. Вскоре он поставил спектакли «Последняя миля» (1930) со Спенсером Трейси, который также удостоился высокой оценки, и «Падчерицы войны» (1930). В 1931 году Эрскин выступил автором переложения, продюсером и постановщиком спектакля «Я люблю актрису» (1931), автором переложения и постановщиком спектакля «Он» (1931), а в 1932 году поставил спектакли «Больше никогда» (1932) и «Красная планета» (1932). С 1935 года Эрскин поставил спектакль «Делюкс» (1935), написал, спродюсировал и поставил спектакль «Пуританин» (1936), поставил спектакль «Осада» (1937), написал и поставил спектакль «Добро» (1938). В 1940 году Эрскин спродюсировал спектакль «Слабое звено» и в 1942 году поставил спектакль «Луна опустилась». Наконец, в 1966 году он написал текст спектакля «Венера есть» (1966).

### Карьера в кинематографе и на телевидении
В 1932 году Эрскин перебрался с Бродвея в Голливуд, где проработал сценаристом, продюсером и режиссёром вплоть до 1959 года. В 1932 году Эрскин был ассистентом у Льюиса Майлстоуна на фильме «Дождь» (1932) и автором истории мелодрамы Ламберта Хиллиера «Повелитель людей» (1933).
В 1934 году Эрскин написал сценарий, спродюсировал и поставил криминальную мелодраму с Хамфри Богартом «Полночь. Смертельный приговор» (1935). Герой фильма, принципиальный и добропорядочный староста присяжных (О. П. Хегги) убедил своих коллег в суде вынести смертный приговор молодой женщине, убившей любимого мужа, когда тот собрался уйти из дома. В ночь приведения приговора в исполнение староста сталкивается с аналогичной ситуацией в своей семье, когда его дочь (Сидни Фокс) заявляет, что убила своего возлюбленного, гангстера (Хамфри Богарт), который собрался бросить её и уехать в другой город. Однако прибывший раньше полиции окружной прокурор и друг старосты не принимает признание девушки, настаивая на версии, что её возлюбленного убили в ходе гангстерской разборки. После выхода фильма на экраны рецензент «Нью-Йорк Таймс» Андре Сенневельд отметил, что «Эрскин с определённым успехом перенёс театральную пьесу на экран». Хотя картина по форме сделана как мелодрама, сама «история интересна своей необычностью. Благодаря режиссуре Эрскина она предстаёт как нервная и где-то истеричная история, местами неясная по смыслу, но на всём протяжении захватывающая». По мнению рецензента, «Эрскин ставит историю решительно и продуманно, что помогает поддерживать и наращивать саспенс», а «все основные актёры играют отлично». Современный киновед Хэл Эриксон, отметив, что эта криминальная мелодрама была сделана независимым продюсером на скромной нью-йоркской студии, назвал его «странным фильмом» на старую тему «если бы это была ваша дочь». Историк кино Деннис Шварц негативно оценил картину, назвав её «истеричным триллером с путаным посланием о том, что существует закон, единый для всех», одновременно давая на это «свой циничный ответ». По мнению киноведа, «своим неуклюжим способом» фильм «пытается сказать, что следует следовать духу закона, а не его букве». Как далее отмечает Шварц, «Эрскин неубедительно ставит эту неприятную психологическую драму, в результате чего она выглядит скорее как надуманная аллегорическая сказка, чем как серьёзная драма». Критик также обращает внимание на такие недостатки, как «манерность актёрской игры» и «театральность съёмки», однако, по мнению Шварца, «ещё хуже, аморальный финал (с которым режиссер, судя по всему, согласен), что если у вас хорошие отношения с окружным прокурором, вы в буквальном смысле можете избежать наказания за убийство и, более того, будете процветать». После постановки (совместно с Джоном Х. Ауэром) непримечательного мюзикла «Фрэнки и Джонни» (1936) Эрскин более чем на десять лет ушёл из кино, вернувшись к работе на Бродвее.
Впоследствии Эрскин был продюсером и соавтором нескольких фильмов, независимых от Голливуда. Как отмечено в биографии режиссёра на IMDb, «более всего Эрскин известен по популярной сельской комедии» «Неудачник и я» (1947) с Клодетт Кольбер и Фредом Макмюрреем в главных ролях. Герои фильма, пара из Манхеттена, покупает загородную ферму, решая заняться производством яиц. Юмор фильма происходит из попыток этой безнадежно городской пары приспособиться к суровым условиям сельской жизни. В этом фильме впервые появляются на экране популярная в дальнейшем сельская комедийная пара Ма и Па Кеттлы, с которыми впоследствии вышла целая серия картин вплоть до 1956 года. Данный фильм имел большой коммерческий успех, а в 1952 году переработан в комедийный телесериал.
В 1948 году Эрскин был автором сценария и продюсером фильма нуар по пьесе Артура Миллера «Все мои сыновья» (1948), фильм поставил Ирвинг Рейс с Эдвардом Г. Робинсоном и Бертом Ланкастером в главных ролях. Год спустя Эрскин выступил как продюсер, сценарист и режиссёр фильма нуар «Сделай один ложный шаг» (1949). Фильм рассказывает о женатом профессоре Эндрю Джентлинге (Уильям Пауэлл), который против своего желания соглашается прийти на вечеринку к старой подруге Кэтрин Сайкс (Шелли Уинтерс). На следующее утро газеты сообщают о её исчезновении, и Эндрю понимает, что полиция будет разыскивать его по подозрению в возможном похищении и убийстве. Чтобы избежать скандала и сохранить свою репутацию, Эндрю самостоятельно проводит расследование и находит Кэтрин. В итоге ему удаётся не только ускользнуть от полиции, но справиться с преступниками, найти Кэтрин живой и невредимой, а также получить крупную дотацию на организуемый им университет. После выхода картины на экраны кинообозреватель «Нью-Йорк таймс» Босли Краузер назвал её «чудно запутанным детективом» с Уильямом Пауэллом, в игре которого «несколько раз мелькает что-то похожее на его же известный образ Ника Чарльза из фильмов серии „Тонкий человек“». Однако, как пишет критик, в отличие от тех фильмов, «неприятности, в которые на этот раз втянут герой Пауэлла, не кажутся ему ни смешными, ни завидными. И, если уж на то пошло, они ни в коей мере не захватывают драматизмом действия». Для фильма, который пытается быть весёлым, здесь многовато мрачных моментов и плоских шуток, а порой он переходит в «пустой и мелкий фарс». Киновед Майкл Кини считает, что фильм «довольно скучный, хотя Пауэлл все ещё очень изящен и через пятнадцать лет после своей самой известной роли Ника Чарльза, учтивого частного детектива в „Тонком человеке“». Хэл Эриксон полагает, что «фильм спасает от безвкусицы врожденное достоинство Уильяма Пауэлла. Кроме того, в фильме много неожиданных моментов юмора», особенно это касается «непринужденного обмена шутками между Пауэллом и Шелли Уинтерс».
Три года спустя Эрскин выступил сценаристом музыкальной комедии «Красавица Нью-Йорка» (1952) с Фредом Астером в главной роли и комедии «Девушка в каждом порту» (1952) с участием братьев Маркс. В том же году (совместно с Николасом Рэем) Эрскин поставил приключенческую комедию «Андрокл и лев» (1952) о дружбе христианина и льва в Древнем Риме, главные роли в этом фильме сыграли Виктор Мэтьюр и Джин Симмонс. Год спустя Эрскин был автором истории фильма нуар Отто Премингера «Ангельское лицо» (1953) с участием Джин Симмонс и Роберта Митчема, а также фильма нуар Дика Пауэлла «Доля секунды» (1953) с участием Ствена Макнэлли, Джен Стерлинг и Алексис Смит. Вслед за этим как продюсер и сценарист Эрскин сделал нуаровый триллер «Свидетель убийства» (1954) с Барбарой Стэнвик и Джорджем Сэндерсом.
В 1955—1956 годах в качестве сценариста и продюсера Эрскин принял участие в создании 52 эпизодов телесериала-антологии «Ридерс Дайджест на ТВ». Позднее он был продюсером вестерна Роберта Перриша «Чудесная страна» (1959) с Робертом Митчемом и Джули Лондон в главных ролях. Ещё более чем десятилетие спустя Эрксин выступил сценаристом приключенческого экшна Жана Негулеско «Непобедимая шестёрка» (1970) со Стюартом Уитманом и Курдом Юргенсом, действие которого происходит в Иране. Последней работой Эрскина для кино стала режиссура криминальной мелодрамы «Бунт ирландского виски» (1972) о контрабанде виски в США в период действия «сухого закона».

## Личная жизнь. Смерть
С женой Сэлли Эрскин прожил вплоть до своей смерти в 1986 году.
Честер Эрскин умер 7 апреля 1986 года в возрасте 88 лет в Медицинском центре в Беверли-Хиллс, Калифорния, США, от пневмонии.
У Эрскина осталась жена Сэлли, а также две сестры.

## Фильмография
| Год       | Название                      | Оригинальное название   | Фильм / телесериал     | В каком качестве участвовал                                                         |
| --------- | ----------------------------- | ----------------------- | ---------------------- | ----------------------------------------------------------------------------------- |
| 1930      | Моя ошибка                    | My Mistake              | короткометражный фильм | сценарист                                                                           |
| 1933      | Повелитель людей              | Master of Men           | фильм                  | автор истории                                                                       |
| 1934      | Полночь. Смертельный приговор | Midnight                | фильм                  | режиссёр, продюсер (в титрах не указан), сценарист (в титрах не указан)             |
| 1936      | Фрэнки и Джонни               | Frankie and Johnnie     | фильм                  | режиссёр                                                                            |
| 1945      | Моряк женится                 | The Sailor Takes a Wife | фильм                  | автор пьесы                                                                         |
| 1947      | Неудачник и я                 | The Egg and I           | фильм                  | режиссёр, продюсер, сценарист                                                       |
| 1948      | Все мои сыновья               | All My Sons             | фильм                  | продюсер, сценарист                                                                 |
| 1949      | Сделай один ложный шаг        | Take One False Step     | фильм                  | режиссёр, продюсер, сценарист                                                       |
| 1952      | Андрокл и лев                 | Androcles and the Lion  | фильм                  | режиссёр, сценарист                                                                 |
| 1952      | Красавица Нью-Йорка           | The Belle of New York   | фильм                  | сценарист                                                                           |
| 1952      | Девушка в каждом порту        | A Girl in Every Port    | фильм                  | режиссёр, сценарист                                                                 |
| 1952      | Ангельское лицо               | Angel Face              | фильм                  | автор истории                                                                       |
| 1953      | Доля секунды                  | Split Second            | фильм                  | автор истории                                                                       |
| 1954      | Свидетель убийства            | Witness to Murder       | фильм                  | продюсер, сценарист                                                                 |
| 1955-1956 | «Ридерс Дайджест» на ТВ       | TV Reader’s Digest      | телесериал             | продюсер (36 эпизодов), исполнительный продюсер (16 эпизодов), сценарист (1 эпизод) |
| 1956      | Видеотеатр «Люкс»             | Lux Video Theatre       | телесериал             | сценарист (1 эпизод)                                                                |
| 1959      | Чудесная страна               | The Wonderful Country   | фильм                  | продюсер                                                                            |
| 1970      | Непобедимая шестёрка          | The Invincible Six      | фильм                  | сценарист                                                                           |
| 1971      | Смена ветра                   | A Change in the Wind    | фильм                  | режиссёр                                                                            |
| 1972      | Бунт ирландского виски        | Irish Whiskey Rebellion | фильм                  | режиссёр                                                                            |